# Feiern & Loben

Vorderansicht des Gesangbuches Feiern & Loben

Feiern & Loben lautet der Titel eines Gesangbuches, dessen Erstauflage 2003 erschien und das seither in den Gottesdiensten der Evangelisch-Freikirchlichen und Freien evangelischen Gemeinden genutzt wird. Als Herausgeber fungieren (in Zusammenarbeit mit dem Bund Evangelisch-Freikirchlicher Gemeinden und dem Bund Freier evangelischer Gemeinden in Deutschland) der Hänssler Verlag (Holzgerlingen), der SCM Bundes-Verlag (Witten) und der Oncken Verlag (Kassel). Feiern & Loben löste in den beiden freikirchlichen Gemeindebünden das seit 1978 in Gebrauch befindliche Gesangbuch Gemeindelieder ab.

## Umfang
Das Gesangbuch enthält 500 meist vierstimmig gesetzte Lieder, jeweils entweder als Instrumentalbegleitsatz oder Gesangssatz, 75 Wechsellesungen aus dem Alten und Neuen Testament sowie das Vater Unser und das Apostolische Glaubensbekenntnis. Im Anhang des Gesangbuches befindet sich ein ausführliches alphabetisches Register der Komponisten und Dichter mit kurzen biographischen Anmerkungen und Liedverweisen. Ergänzt wird der Anhang durch ein alphabetisches Liederverzeichnis sowie einer Empfehlung von Liedern, die sich besonders für das Singen mit Kindern eignen.

## Gliederung des Liedguts
Im ersten Abschnitt dieses Gesangbuches geht es um Lieder, die sich für den normalen liturgischen Ablauf eines freikirchlichen Gottesdienstes eignen: Anbetung, Lob Gottes, Fürbitte, Predigt und Segen.
Unter der Überschrift Gemeinde geht es um die Themenkreise Gemeinschaft, Taufe, Abendmahl sowie Sendung und Dienst.
Ein dritter Abschnitt bietet Lieder zu den besonderen Festzeiten des Kirchenjahres: Advent, Weihnachten, Jahreswende, Passionszeit, Ostern, Himmelfahrt, Pfingsten und die Wiederkunft Jesu Christi.
Ein besonderes Gesangbuchkapitel trägt dem Umstand Rechnung, dass sich freikirchliche Gemeinden als Teil der sogenannten Erweckungsbewegung verstehen. Lieder, die zum Glauben an Jesus Christus einladen und zur Umkehr und Buße rufen, sind hier verzeichnet.
Um das Leben in der Nachfolge Jesu geht es im fünften Abschnitt. Kirchenlieder zu den verschiedenen Tages- und Jahreszeiten beschließen als sechster Abschnitt die Gliederung des Liedteils.

## Liedgut
Die Herausgeber des Gesangbuches standen vor der Aufgabe, zum einen die verschiedenen Liedtradtionen ihrer freikirchlichen Gemeinschaften miteinander zu verknüpfen und andererseits bei begrenzten Möglichkeiten aus dem von unterschiedlichen Einflüssen, Stilen (u. a. Gospel, Sacropop, Charismatische Bewegung, Taizé) geprägten modernen Kirchenliedgut auszuwählen. 
Feiern & Loben enthält in relativ umfangreichem Maß das herkömmliche evangelische Kirchenliedgut. Martin Luther, Paul Gerhardt und Joachim Neander sind hier als Kirchenliederdichter besonders zu erwähnen. Auch zahlreiche Lieder des Pietismus (z. B. Philipp Friedrich Hiller, Gerhard Tersteegen), der Erweckungsbewegung (z. B. Fanny J. Crosby, Ernst Gebhardt) werden geboten. Die typisch freikirchlichen Lieder stammen unter anderem aus der Feder von Julius Köbner (Baptist), Hermann Heinrich Grafe (freievangelisch) sowie Carl Brockhaus und Julius Löwen (beide Brüderbewegung). Komponisten und Dichter moderner christlicher Musik vom Neuen Geistlichen Lied bis hin zur Popmusik sind unter anderen Günter Balders, Manfred Siebald, Peter Strauch, Hella Heizmann, Jörg Swoboda, Gerhard Schnitter, Margret Birkenfeld, Jürgen Werth, Siegfried Fietz, Johannes Nitsch, Hartmut Handt und Judy Bailey. Und schließlich hat auch die Charismatische Bewegung des 20. Jahrhunderts deutlich ihre Spuren hinterlassen und wird zum Beispiel durch Graham Kendrick repräsentiert.

## Arbeitshilfe fürFeiern & Loben
Im Januar 2010 erschien als Ergänzung des Gesangbuches eine Arbeitshilfe, die die Liedauswahl nach einem breit angelegten Spektrum von Schlagwörtern ermöglicht. Beigegeben ist ein Verzeichnis von Bibelstellen, die in den Gesangbuchliedern reflektiert werden. Außerdem enthält die Arbeitshilfe eine Strophenkonkordanz sowie weitere Hilfsmittel für den gottesdienstlichen und privaten Gebrauch von Feiern & Loben.

## Diskografie
Parallel zum Liederbuch erschienen 2003 die ersten Folgen der gleichnamigen CD-Reihe. Insgesamt sind bisher sieben Konzeptalben in der Reihe Feiern & Loben erschienen. Die einzelnen Folgen widmen sich jeweils einen Themenbereich aus dem Liederbuch und wurden bis 2005 von Gerhard Schnitter sowohl aus Titeln in Zweitverwertung als auch erstveröffentlichten Neuaufnahmen zusammengestellt und produziert. Die siebte Folge entstand unter der Produktion von Samuel Jersak. 
| Jahr | Titel                                             | Mitwirkende Künstler | Produzent         | Themenbereich                                        |
| ---- | ------------------------------------------------- | --- | ----------------- | ---------------------------------------------------- |
| 2003 | Feiern und loben, Vol. 1: Singt ein Lied von Gott | Sarah Kaiser; Anja Lehmann; Andreas Volz; David Schnitter; Time To Sing | Gerhard Schnitter | Lob und Anbetung                                     |
| 2003 | Feiern und loben, Vol. 2: Weihnachtsfreude        | Carola Laux; Heidi Bieber; Manfred Siebald; Hauke Hartmann; Eddie Gauntt; Don & Susie Newby; Christussänger; Das Solistenensemble; Time To Sing; ERF Studiochor                                               | Gerhard Schnitter | Advent, Weihnachten, Jahreswende                     |
| 2004 | Feiern und loben, Vol. 3: Dass er lebt            | Carola Laux; Cornelius Beck; David Schnitter; Time To Sing; ERF Studiochor | Gerhard Schnitter | Passion, Ostern, Himmelfahrt, Pfingsten, Wiederkunft |
| 2004 | Feiern und loben, Vol. 4: Zuflucht und Stärke     | Eddie Gauntt; Michael Janz; Carola Laux; David Schnitter; Andrea Adams-Frey; Ann-Kristin Hoffmann; Markus Egger; Sebastian Cuthbert; Thea Eichholz; Time To Sing                                              | Gerhard Schnitter | Trost und Ermutigung                                 |
| 2005 | Feiern und loben, Vol. 5: Einladung zum Glauben   | Michael Janz; Debbie Schöller; David Schnitter; Astrid Barnowsky; Conny Reusch; Kristin Reinhardt; Ann-Kristin Hoffmann; Volker Dymel; Tina Rink; Thea Eichholz; Cornelius Beck; Matthias Mäder; Time To Sing | Gerhard Schnitter | Einladung zum Glauben                                |
| 2005 | Feiern und loben, Vol. 6: Zusammen in Jesu Namen  | Sarah Kaiser; Carola Laux; David Schnitter; Michael Janz; Stephanie Heinen; Manfred Siebald; Christussänger; Time To Sing                                                                                     | Gerhard Schnitter | Gottesdienst                                         |
| 2006 | Feiern und loben, Vol. 7: Auf Jesus sehen         | Kathi Arndt; Sarah Kaiser; Katrin Lauer; Claus-Peter Eberwein; Isabel Meisel; Thomas Richers; Alexander Lauer; Nathalie Lang; B. Free; Christoph Zehendner; Johannes Nitsch; Jugendchor Haiger                | Samuel Jersak     | Liedermacher                                         |

### Sonderfolgen
| Jahr | Titel                                           | Künstler                                      | Anmerkung |
| ---- | ----------------------------------------------- | --------------------------------------------- | --- |
| 2005 | Feiern und loben – Die schönsten Gemeindelieder |                                               | Doppel-CD aus Zweitverwertungen der einzelnen Folgen der gleichnamigen CD-Reihe sowie weiteren Produktionen zusammengestellt |
| 2006 | Feiern und loben – Im Gemeindechor              | Kleine Kantorei des Christlichen Sängerbundes | Unter der Leitung von Horst Krüger                                                                                           |
| 2006 | Feiern und loben – Am Flügel                    | Gordon Schultz                                | |
| 2007 | Feiern und loben – Jubelnde Bläserklänge        | Meraner Blechbläserensemble                   | Unter der Leitung von Konrad Plaickner                                                                                       |
| 2007 | Feiern und loben – Instrumental                 | Johannes Nitsch                               | Zusammenstellung aus Instrumentalalben von Johannes Nitsch                                                                   |

### Praxishilfe
Als Hilfe für die Musizierpraxis mit dem Liederbuch in Gemeinden ohne Instrumentalbegleitung, veröffentlichte der Organist Matthias Hülsemann zwei rubrikspezifische CDs mit Orgelbegleitungen zum Mitsingen.
| Jahr | Titel                                                                | Künstler           | Verlag        |
| ---- | -------------------------------------------------------------------- | ------------------ | ------------- |
| 2005 | Feiern und loben – Orgelbegleitungen zum Mitsingen: Das Kirchenjahr  | Matthias Hülsemann | Oncken-Verlag |
| 2006 | Feiern und loben – Orgelbegleitungen zum Mitsingen: Der Gottesdienst | Matthias Hülsemann | Oncken-Verlag |

### Inoffizielle Veröffentlichungen zum Liederbuch
| Jahr | Titel                                    | Künstler                                 | Leitung        | Verlag                   |
| ---- | ---------------------------------------- | ---------------------------------------- | -------------- | ------------------------ |
| 2007 | Du bist heilig: Feiern und loben im Chor | Studiochor des Christlichen Sängerbundes | Karoline Würth | Verlag Singende Gemeinde |

## Bibliographische Angaben
- Feiern & Loben. Die Gemeindelieder; Holzgerlingen, Kassel, Witten 2003, ISBN 3-7893-7826-7 und ISBN 3-7893-7825-9